# Australian Championships 1960 - Doppio maschile
Rod Laver e Bob Mark erano i detentori del titolo e sono riusciti a difenderlo sconfiggendo in finale Roy Emerson e Neale Fraser col punteggio di 1–6, 6–2, 6–4, 6–4.

## Tabellone

### Legenda
| - Q = Qualificato - WC = Wild card - LL = Lucky loser | - ALT = Alternate - SE = Special Exempt - PR = Protected Ranking | - w/o = Walkover - r = Ritirato - d = Squalificato |